# Град полумесеца (1. део)
Епизода Град полумесеца (1. део) је 18. епизода 11. сезоне серије "МЗИС". Премијерно је приказана 25. марта 2014. године на каналу ЦБС.

## Опис
Сценарио за епизоду је писао творац серије "МЗИС: Нови Орлеанс" Гери Гласберг, а режирао ју је Џејмс Вајтмор мл.
Конгресмен је пронађен убијен у Новом Орлеансу, а Гибс и његов тим удружују снаге са Форнеловим тимом и тимом из тамошњег МЗИС-овог одељења. Гибс се поново састаје са својим дугогодишњим другом, специјалним агентом МЗИС-а Двејном Касијусом Прајдом. Зато, Гибс и Еленор путују у Нови Орлеанс, а Динозо и Макги остају у Вашингтону да раде на случају са Форнелом. Ствари брзо постају личне јер је конгресмен био бивши агент МЗИС-а, а његово убиство је можда повезано са једним старим случајем. Епизода се завршава када Гибс, Прајд и агенти Мередит Броди и Кристофер Ласејл стоје на тргу док из хотелске собе непознати убица фотографише тим и Гибса и Прајда.
У овој епизоди се појављују специјални агенти Двејн Касијус Прајд, Кристофер Ласејл и Мередит Броди и мртвозорник др. Лорета Вејд.

## Ликови

### Из серијеМЗИС
- Марк Хармон као Лерој Џетро Гибс
- Мајкл Ведерли као Ентони Динозо мл.
- Поли Перет као Ебигејл Шуто
- Шон Мајер као Тимоти Макги
- Брајан Дицен као Џејмс Палмер
- Емили Викершом као Еленор Бишоп
- Роки Керол као Леон Венс
- Дејвид Макалум као др. Доналд Малард

### Из серијеМЗИС: Нови Орлеанс
- Скот Бакула као Двејн Касијус Прајд
- Лукас Блек као Кристофер Ласејл
- Зои Меклилан као Мередит Броди
- К.К.Х. Паундер као др. Лорета Вејд.